# Takydromus haughtonianus
Takydromus haughtonianus là một loài thằn lằn trong họ Lacertidae. Loài này được Jerdon mô tả khoa học đầu tiên năm 1870.